# هووسیا
هووسیا (نام علمی: ') نام یک سرده از راسته رینکوسور است.